# Carlos Reinoso (Fußballspieler, 1935)
Carlos Reinoso Pizarro, selten auch Carlos Reynoso Pizarro, (* 3. August 1935 in Valparaíso) ist ein ehemaliger chilenischer Fußballspieler. Der Stürmer wurde 1958 chilenischer Meister.

## Karriere
Carlos Reinoso, auch Curco genannt, begann 1956 seine Karriere bei den Santiago Wanderers und gewann die Meisterschaft 1958. Es war der erste Meistertitel für die Wanderers, mit denen er 1969 und 1961 die Copa Chile gewinnen konnte. Nach Stationen bei der Universidad Técnica aus Santiago de Chile und CD O’Higgins wechselte er 1966 in die Segunda División zu San Antonio Unido.

## Erfolge
Santiago Wanderers
- Chilenischer Meister: 1958
- Chilenischer Pokalsieger: 1959, 1961